# Brinquedos Mimo
A Brinquedos Mimo é uma empresa brasileira fabricante de brinquedos infantis localizada em Guarulhos.
Foi fundada na década de 1950 na cidade paulista de Itu, pelos irmãos Sérgio e Elias Assum Sabbag. O auge da empresa foi durante a década de 1980, quando a companhia chegou a ser a terceira fabricante de brinquedos do Brasil. Seus grandes sucessos foram o boneco Fofão, os bonecos dos Os Trapalhões (que foram febre no final da década de 80) e a boneca da Xuxa, que contava com a participação da apresentadora em comerciais de televisão.
Depois de atravessar uma fase de dificuldades financeiras na década de 1990, quando o dólar passou a ser cotado 1 para 1 em relação ao real, a companhia não agüentou a concorrência com os chineses e deixou de ser uma fabricante de brinquedos para tornar-se uma importadora de presentes e artigos para casa. Após um período de quatro a cinco anos, quando o dólar saltou de três reais para 3,50, a Mimo deixou de ser importadora e ativou sua fábrica para a produção de brinquedos e produtos voltados para as lojas 1,99 reais. Esse período durou até 2004, quando seus proprietários decidiram retornar à produção de brinquedos.
Atualmente a Mimo produz nove milhões de peças ao ano e o portfólio da companhia é composto por 132 itens, entre os quais o licenciamento de personagens diferenciados, como o boneco do Homem-Aranha, feito em PVC e com 55 centímetros de altura, e que foi eleito o melhor lançamento de 2008 da Abrin - Feira Internacional de Brinquedos, realizada em São Paulo naquele ano. Outros lançamentos são os bonecos do Incrível Hulk, o Coisa e o X-Men Wolverine.